# Neotheronia mesoxantha
Neotheronia mesoxantha är en stekelart som beskrevs av Krieger 1905. Neotheronia mesoxantha ingår i släktet Neotheronia och familjen brokparasitsteklar. Inga underarter finns listade i Catalogue of Life.